# منطقة تأوي واتانا
منطقة تأوي واتانا (بالإنجليزية: Thawi Watthana District)‏ هي منطقة من مناطق بانكوك. يبلغ عدد سكانها 61177 نسمة وذلك حسب إحصائيات سنة 2003. تبلغ مساحتها 50.219 كم².

الموقع في بانكوك